# Tony Burton
Anthony Burton (Flint, Míchigan, 23 de marzo de 1937-Menifee, California, 25 de febrero de 2016) fue un actor estadounidense popularmente conocido por el papel de Tony Duke, el padre y  entrenador de Apollo Creed, en las películas de Rocky, Rocky II, Rocky III, Rocky IV, Rocky V y Rocky Balboa. También hizo el papel de Larry Durkin en El resplandor.

## Primeros años y carrera en el fútbol americano
Burton nació en Flint, Míchigan el 23 de marzo de 1937. Tenía una hermana menor llamada Loretta. Una Escuela Secundaria Flint Norte graduado, que era un Michigan Guantes de Oro peso pesado campeón de boxeo y dos -tiempo de todo el estado de fútbol jugador. En el norte, jugó corredor. En 1954, anotó 13 touchdowns y llevó a su equipo en anotación. Muchas de las carreras de puntuación fueron de 50 yardas o más. Se ganó 820 yardas por tierra ese año y uno de sus carreras fue de 95 yardas. Ese mismo año, fue seleccionado para los primeros equipos de los equipos All ciudad y todas Valley como un corredor. También fue elegido como una mención de honor Todo Estado. Fue cocapitán del equipo y jugador más valioso. Burton llevó a su equipo en yardas ganadas y yardas recibiendo. En un partido contra Grand Rapids católica, él ganó 213 yardas totales. En el norte, Burton también fue el lanzador líder de béisbol, lanzando al equipo al título del campeonato de la ciudad.

## Carrera

### Carrera en el boxeo
Su carrera en el boxeo incluido el pedernal guantes de oro de peso semipesado campeonato en 1955 y 1957. Burton ganó los Guantes de Oro Estado peso semipesado Campeonato en 1957 y perdió en el Chicago Torneo de las semifinales de la Champions. Luchó como un boxeador profesional en 1958 y 1959. Durante ese tiempo él fue noqueado por nocaut artista Lamar Clark que tiene el récord de más nocauts consecutivos en 44.

### Prisión
Luego de retirarse del boxeo, la carencia de habilidades comerciales o de un título de la escuela secundaria llevó a Burton en poco tiempo a meterse en problemas que lo llevarían a la cárcel, donde cumplió una pena durante tres años y medio por robo en la Institución de California para Hombres en Chino, California. Al final, el mismo Burton declararía que esta fue una experiencia valiosa, como señaló a Frank Sanello en marzo de 1988:

La prisión para mí fue productiva porque tengo mi diploma de escuela secundaria y un título de la Universidad de California. Pero lo más importante, lo tengo junto a mí mismo y descubrí quién era y cómo podría llevarse a cabo sin la destrucción de mí mismo.

Más específicamente, una de las habilidades adquiridas en la cárcel le permitió conocer a su actual esposa, Rae, a quien conoció en una visita a domicilio de reparación de televisores. Por otra parte, un taller en la prisión que utiliza el psicodrama como una forma de terapia señaló Burton hacia su carrera como actor, cuando un gran avance emocional alcanzado por uno de sus socios en un ejercicio de actuación demostró dramáticamente el poder potencial de teatro, a ambos lados de las candilejas.

### Actuación
Después de salir de la cárcel, Burton consiguió varios trabajos en el mundo del teatro con pequeñas compañías de teatro cerca de Los Ángeles, obteniendo críticas favorables desde el principio. 
Un miembro de los Actors Studio, números Burton entre sus muchos créditos un papel coprotagonista en lugar de Frank y piezas en películas, como Hook, Stir Crazy, y el juguete. También apareció como Wells, uno de los prisioneros atrapados en la estación de policía sitiada, Recinto 9, División 13 ,0 en John Carpenter, 1976 Howard Hawks, inspirada película de acción Asalto al distrito 13. Más tarde, actuó en las películas de Rocky como un entrenador de Apollo Creed (Carl Weathers) y Rocky Balboa (Sylvester Stallone). Él apareció en un episodio de Gibbsville en 1976.

## Filmografía
| Año  | Película                                      | Director                     | Notas |
| ---- | --------------------------------------------- | ---------------------------- | ----- |
| 2007 | Hack!                                         | Matt Flynn                   |       |
| 2006 | Rocky Balboa                                  | Sylvester Stallone           |       |
| 2003 | Exorcismo                                     | ¿?                           |       |
| 2003 | Shade                                         | Damian Nieman                |       |
| 1991 | House Party 2                                 | Doug McHenry, George Jackson |       |
| 1991 | Hook                                          | Steven Spielberg             |       |
| 1990 | Rocky V                                       | John G. Avildsen             |       |
| 1986 | Armados y peligrosos                          | Mark L. Lester               |       |
| 1985 | Rocky IV                                      | Sylvester Stallone           |       |
| 1982 | Rocky III                                     | Sylvester Stallone           |       |
| 1980 | Se mueve en el interior                       | Richard Donner               |       |
| 1980 | Locos de remate                               | Sidney Poitier               |       |
| 1980 | El cazador                                    | zumbido Kulik                |       |
| 1980 | El resplandor                                 | Stanley Kubrick              |       |
| 1979 | Rocky II                                      | Sylvester Stallone           |       |
| 1978 | Blackjack                                     | John Evans                   |       |
| 1977 | Héroes                                        | Jeremy Kagan                 |       |
| 1977 | Más allá de la razón                          | Telly Savalas                |       |
| 1976 | Asalto a la comisaría del distrito 13         | John Carpenter               |       |
| 1976 | Rocky                                         | John G. Avildsen             |       |
| 1976 | El Bingo largo Viajar All-Stars & Kings Motor | John Badham                  |       |
| 1976 | Trackdown                                     | Richard T. Heffron           |       |
| 1974 | El padrino negro                              | John Evans                   |       |

## Reconocimientos
En 1993, Burton fue incluido en el Salón de la Fama afroamericana mayor Flint. También fue un jugador de ajedrez con talento. Stanley Kubrick fue derrotado por él en el set de El resplandor, en la que Burton jugó Larry el propietario del garaje. Hablando con Kubrick biógrafo Vicente LoButto, Burton recordó su primer día en el set:

Mi contrato era por una semana. Solo tenía dos pequeñas escenas en la película. Me quedé durante seis semanas debido a Stanley y yo estábamos jugando al ajedrez... Stanley era un jugador más fuerte que yo, pero yo era lo suficientemente fuerte como para darle suficiente lucha por donde disfrutó de ella. Le gané en el primer o segundo partido que jugamos, y después de no haber ganado nunca más después de eso, pero siempre fue una lucha apretada. Eso es lo que le gustaba; creo que no había nadie más alrededor que jugaron fuerte.

## Vida personal y muerte
Burton estaba casado con Aurelian y Rae. Burton residía en California durante treinta años. Burton asistió a la Iglesia Bautista Emmanuel en Highland, California. Él tenía 1 hijo: Martin, que murió de un ataque al corazón a la edad de 43, el 8 de mayo de 2014. Burton tenía una hija llamada Juanita. También tuvo otro hijo.
Burton había sido frecuentemente hospitalizado durante el último año de su vida, de acuerdo con su hermana. El 25 de febrero de 2016, murió a los 78 años, por complicaciones de Infarto agudo de miocardio en un hospital de California en Menifee, California.